# لکسوس ال‌ایکس

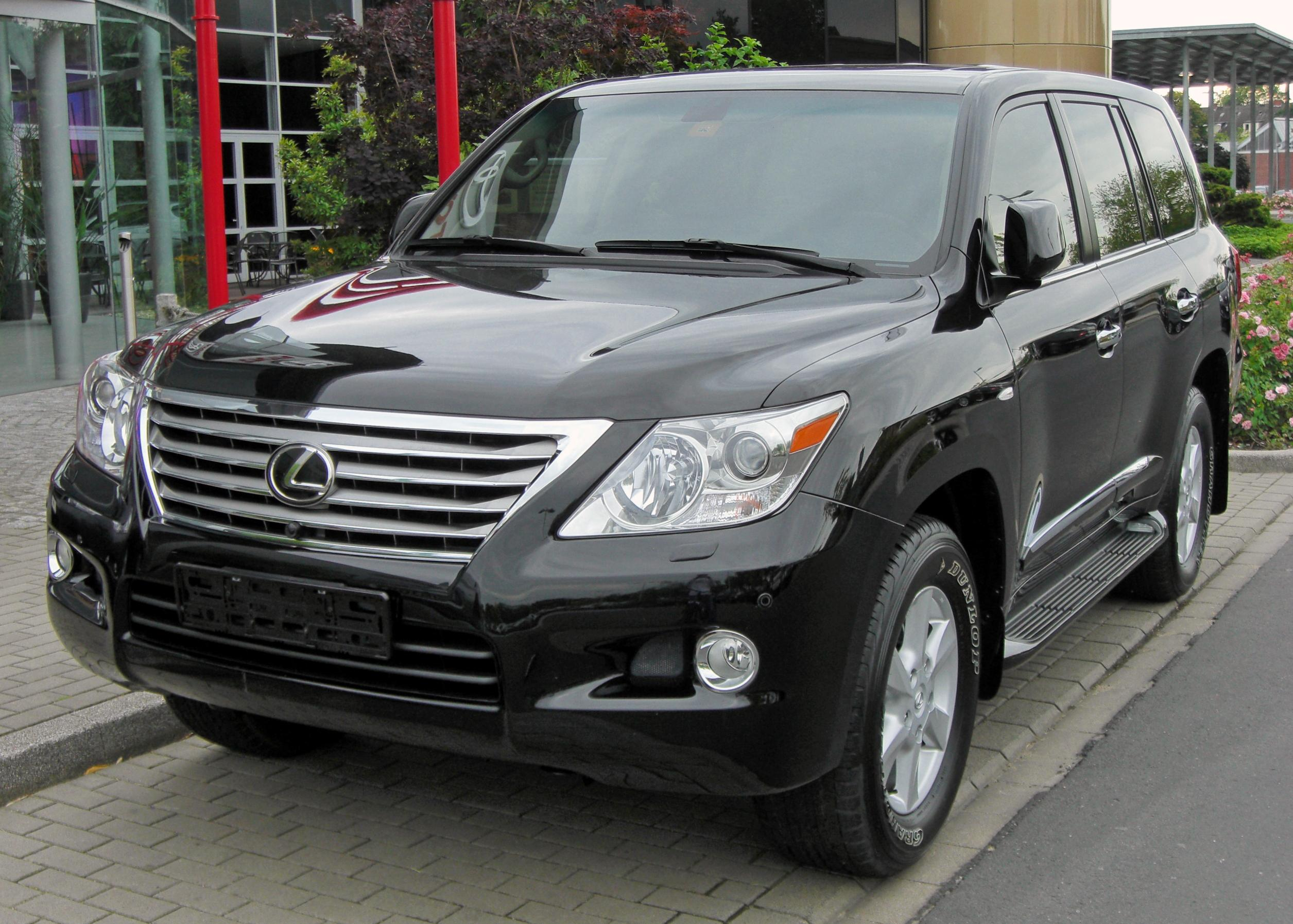

لکسوس ال‌ایکس (Lexus LX) خودرویی است که از سال ۱۹۹۶–کنون در تاهارا، آیچی و ژاپن تولید شده‌است. طراحی آن موتور جلو، خودرو چهار چرخ محرک بوده‌است.